# Cathédrale-basilique Notre-Dame-de-Luján de Florida
La cathédrale-basilique Notre-Dame-de-Luján de Florida est une église située à Florida en Uruguay, à laquelle l’Église catholique donne les statuts de cathédrale du diocèse de Florida, de basilique mineure, et de sanctuaire national. L’église est dédiée à Notre-Dame de Luján (es), et le sanctuaire à la Vierge des Trente-Trois (es).

## Historique
Une chapelle existante dédiée à Notre-Dame de Luján (es) est érigée en église paroissiale en 1805. La construction actuelle, qui la remplace[réf. nécessaire], est demandée en 1876 par le vicaire apostolique de Montevideo, futur premier évêque du diocèse, Jacinto Vera. La première pierre en est posée en 1887, et l’inauguration a lieu en 1894, malgré l’inachèvement des tours. Les travaux sont terminés en 1908.
L’église devient cathédrale[précision nécessaire] en 1931, lorsque le diocèse de Melo duquel elle dépendait alors, érigé en 1897, est renommé diocèse de Florida-Melo. Elle est faite basilique mineure le 1er avril 1963. En 1975, elle est reconnue Monument historique national (es). Le pape Jean-Paul II s’y rend le 8 mai 1988,. La Conférence épiscopale de l’Uruguay l’a désignée sanctuaire national en 1993,.